# Hydroglyphus rocchii
Hydroglyphus rocchii är en skalbaggsart som beskrevs av Olof Biström 1986. Hydroglyphus rocchii ingår i släktet Hydroglyphus och familjen dykare. Inga underarter finns listade i Catalogue of Life.